# Nestor (rod)
Nestor (Nestor) je novozélandský rod papouška z čeledi kakapovití (Strigopidae). Rod nestor zahrnuje dva doposud žijící druhy papoušků z Nového Zélandu a dva vyhynulé druhy z Norfolku a Chathamských ostrovů. Všechny druhy jsou velcí podsadití ptáci s krátkými hranatými ocasy.

## Taxonomie
Rod Nestor je zastoupen čtyřmi druhy. Jde o nestora keu (Nestor notabilis), nejznámějšího zastupitele, nestora kaku (Nestor meridionalis), jenž se dále rozčleňuje do dvou poddruhů: N. m. meridionalis a N. m. septentrionalis. Druh nestor úzkozobý (Nestor productus) z ostrova Norfolk vyhynul, stejně jako chathamský druh Nestor chathamensis.
- Nestor notabilis, nestor kea, Gould, 1856
- Nestor meridionalis, nestor kaka, (Gmelin, 1788)
  - Nestor meridionalis meridionalis (Gmelin, 1788)
  - Nestor meridionalis septentrionalis Lorenz, 1896
- † Nestor productus, nestor úzkozobý, (Gould, 1836)
- † Nestor chathamensis, Wood, Mitchell, Scofield and Tennyson, 2014

## Ohrožení
Oba přežívající druhy nestorů jsou podle IUCN ohroženy. Kea byl dříve zabíjen farmáři, dnes tito papoušci umírají často také na otravu olovem, neboť někteří polykají úlomky olověné krytiny ze zdejších chat. Největším problémem jsou ovšem pro oba druhy nestorů introdukovaní savci, zvláště lasicovité šelmy.